# فيكشينال جيمز
فيكشينال جيمز (بالإنجليزية: Frictional Games)‏ ، هي شركة سويدية لصناعة ألعاب الفيديو، أسست عام 2006م، مقرها الرئيسي في مدينة هلسينغبورغ بمملكة السويد.

## وصلات خارجية
- الموقع الرسمي